# Prix Lagrange en optimisation continue
Le prix Lagrange en optimisation continue (en allemand : Lagrange-Preis für Stetige Optimierung ; en anglais :Lagrange Prize in Continuous Optimization), nommé d'après le mathématicien Joseph-Louis Lagrange, est une distinction décernée par la Society for Industrial and Applied Mathematics (SIAM) et la Mathematical Optimization Society. Il récompense des travaux dans le domaine de l'optimisation mathématique. Ce prix international ,  est décerné tous les trois ans depuis 2003. il comporte une somme de 1 500 €.

## Lauréats
- 2003 : Adrian Lewis[6] ;
- 2006 : Roger Fletcher, Sven Leyffer et Philippe Toint[7] ;
- 2009 : Jean Bernard Lasserre[8] ;
- 2012 : Emmanuel Candès et Benjamin Recht[9] ;
- 2015 : Andrew R. Conn, Katya Scheinberg et Luís Nunes Vicente[10];
- 2018 : Francis Bach, Nicolas Le Roux et Mark Schmidt
- 2021 : Léon Bottou, Frank E. Curtis, Jorge Nocedal[11].
- 2024 : Jérôme Bolte et Edouard Pauwels[12].